# Daniel Elmer Salmon
Daniel Elmer Salmon (Mount Olive, Nueva Jersey, Estados Unidos, 23 de julio de 1850-Butte, Montana, 30 de agosto de 1914), veterinario estadounidense que tuvo importante actuación como pionero en su país y también en Uruguay. 

## Biografía
Estudió en la Universidad de Cornell, donde se doctoró en 1872, siendo el primer doctor en medicina veterinaria de los Estados Unidos.
El Dr. Salmon organizó el Bureau of Animal Industry ("Oficina de la industria animal") a cuyo frente estuvo entre 1884 y 1906. De 1907 a 1912, se hizo cargo de la Facultad de Veterinaria de la Universidad de la República, Uruguay. 
Sin embargo, Salmon no trabajaba solo. Tenía un selecto grupo del cual destacaba su mejor colaborador, Theobald Smith (1859-1934), uno de los grandes nombres de la ciencia médica americana. Hoy se le recuerda por sus contribuciones al estudio del shock anafiláctico.
Si bien Smith y Salmon eran grandes científicos, su relación resultaba bastante tensa. Se sostiene que Salmon se atribuyó la elaboración de varios informes y trabajos que habían realizado juntos. 
De estas investigaciones surgió un grupo de bacterias, conocida originalmente como las bacterias TPC (tífica y paratífica, o bacilos paratíficos). Comprendía el bacilo tífico, Salmonella typhi - previamente llamada Eberthella typha por el bacteriólogo alemán Karl Joseph Eberth (1835-1926), y también "C", un bacilo causante de una forma de disentería, denominado así por el bacteriólogo japonés Kiyoshi Shiga (1871-1957).
Sin embargo no fue el Dr. Elmer Salmon ni Theobald Smith quienes dieron nombre a este grupo de bacterias como se los conoce hoy. La denominación Salmonella se debe a un bacteriólogo francés llamado Joseph Léon Marcel Ligniéres (1868-1933), quien sugirió que el grupo de todas estas bacterias se llamaran así.
Salmon falleció de neumonía el 30 de agosto de 1914 en Butte, Montana, a la edad de 64 años. 
Fue enterrado en Washington D. C.